# دهستان کاتشو
دهستان کاتشو (به لاتین: Katsho Gewog) یک دهستان در کشور بوتان است که در ناحیهٔ ها واقع شده‌است.